# Guardamar de la Safor
Guardamar de la Safor és una població del País Valencià a la comarca de la Safor. També és coneguda com l'Alqueria de Guardamar o, més rònegament, com l'Alquerieta.

## Història
Antiga alqueria islàmica pertanyent a la jurisdicció del castell de Bairén, darrere la conquesta, en què es va conèixer com l'Alqueria de Tamarit, conservà la seua població fins a l'expulsió dels moriscos, el 1609, data en què tenia gairebé un miler d'habitants. Pràcticament despoblada en les dècades següents, passà a ser possessió dels Borja i, després, fou adquirida pel comte Trénor. El seu últim senyor fou, fins a l'abolició dels senyorius, el marquès de Mirasol.

## Toponímia
El seu topònim fa referència a la seua funció primitiva, que seria la de vigilància de la costa.

## Economia
L'agricultura és l'única font de recursos locals, amb un 77,7% de l'extensió cultivada amb cítrics.

## Demografia
| 1990 | 1992 | 1994 | 1996 | 1998 | 2000 | 2002 | 2004 | 2006 | 2007 |
| ---- | ---- | ---- | ---- | ---- | ---- | ---- | ---- | ---- | ---- |
| 63   | 54   | 64   | 69   | 70   | 68   | 71   | 196  | 316  | 343  |

## Política i Govern

### Corporació municipal
La corporació municipal o Ple de l'ajuntament està format per 7 regidors. En les eleccions municipals de 26 de maig de 2019 foren elegits 6 regidors de Gent de Guardamar-Coalició Compromís (GdG-Compromís) i 1 del Partit Socialista del País Valencià-PSOE (PSPV-PSOE).
| Eleccions municipals de 26 de maig de 2019 - Guardamar de la Safor                                                            |                                          |                                     |                                     |      |          |          |
| Candidatura | Candidatura                              | Candidatura                         | Cap de llista                       | Vots | Vots     | Regidors |
| | Gent de Guardamar-Coalició Compromís     |                                     | Rosa Ana Seguí Sanmateu             | 221  | 73,18%   | 6 (+1)   |
| | Partit Socialista del País Valencià-PSOE |                                     | Vicent Borja Signes Rodríguez       | 36   | 11,92%   | 1 (+1)   |
| | Altres candidatures                      |                                     |                                     | 36   | 11,92%   | 0 ( -2)  |
| | Vots en blanc                            |                                     |                                     | 9    | 2,98%    |          |
| Total vots vàlids i regidors                                                                                                  | Total vots vàlids i regidors             | Total vots vàlids i regidors        | Total vots vàlids i regidors        | 302  | 100 %    | 7        |
| | Vots nuls                                | Vots nuls                           | Vots nuls                           | 1    | 0,33%    |          |
| Participació (vots vàlids més nuls)                                                                                           | Participació (vots vàlids més nuls)      | Participació (vots vàlids més nuls) | Participació (vots vàlids més nuls) | 303  | 78,91%** |          |
| Abstenció | Abstenció                                | Abstenció                           | Abstenció                           | 81*  | 21,09%** |          |
| Total cens electoral | Total cens electoral                     | Total cens electoral                | Total cens electoral                | 384* | 100 %**  |          |
| Alcaldessa: Anabel Ferrer Fuster (GdG) (23/07/2019) Per majoria absoluta dels vots dels regidors (6 de GdG)                   |                                          |                                     |                                     |      |          |          |
| Fonts: JEC, JEZ Gandia, M. Interior, Periòdic Ara. (* No són vots sinó electors. ** Percentatge respecte del cens electoral.) |                                          |                                     |                                     |      |          |          |

### Alcaldes
Des de 2009 l'alcaldessa de Guardamar de la Safor és Ana Isabel Ferrer Fuster de Gent de Guardamar-Coalició Compromís.
| Període                       | Alcalde o alcaldessa                              | Partit polític | Data de possessió     | Observacions         |
| ----------------------------- | ------------------------------------------------- | -------------- | --------------------- | -------------------- |
| 1979–1983                     | Bernardo San Antonio Alemany                      | AI             | 19/04/1979            | --                   |
| 1983–1987                     | José Baró Montes                                  | AI             | 28/05/1983            | --                   |
| 1987–1991                     | José Baró Montes                                  | PSPV-PSOE      | 30/06/1987            | --                   |
| 1991–1995                     | Manuel Montserrat Ferrer                          | PSPV-PSOE      | 15/06/1991            | --                   |
| 1995–1999                     | Manuel Montserrat Ferrer                          | PSPV-PSOE      | 17/06/1995            | --                   |
| 1999–2003                     | José Martínez Moncho                              | Bloc-EV        | 03/07/1999            | --                   |
| 2003–2007                     | José Martínez Moncho                              | Bloc-EV        | 14/06/2003            | --                   |
| 2007–2011                     | José Martínez Moncho                              | Bloc           | 16/06/2007            | --                   |
| 2011–2015                     | José Martínez Moncho                              | Compromís      | 11/06/2011            | --                   |
| 2015–2019                     | José Martínez Moncho Rosa Ana Seguí Sanmateu      | GdG            | 13/06/2015 16/05/2016 | Dimissió/renúncia -- |
| 2019-2023                     | Rosa Ana Seguí Santmateu Ana Isabel Ferrer Fuster | GdG-Compromís  | 15/06/2019 23/07/2019 | --                   |
| Des de 2023                   | n/d                                               | n/d            | 17/06/2023            | --                   |
| Fonts: Generalitat Valenciana |                                                   |                |                       |                      |

## Llocs d'interés

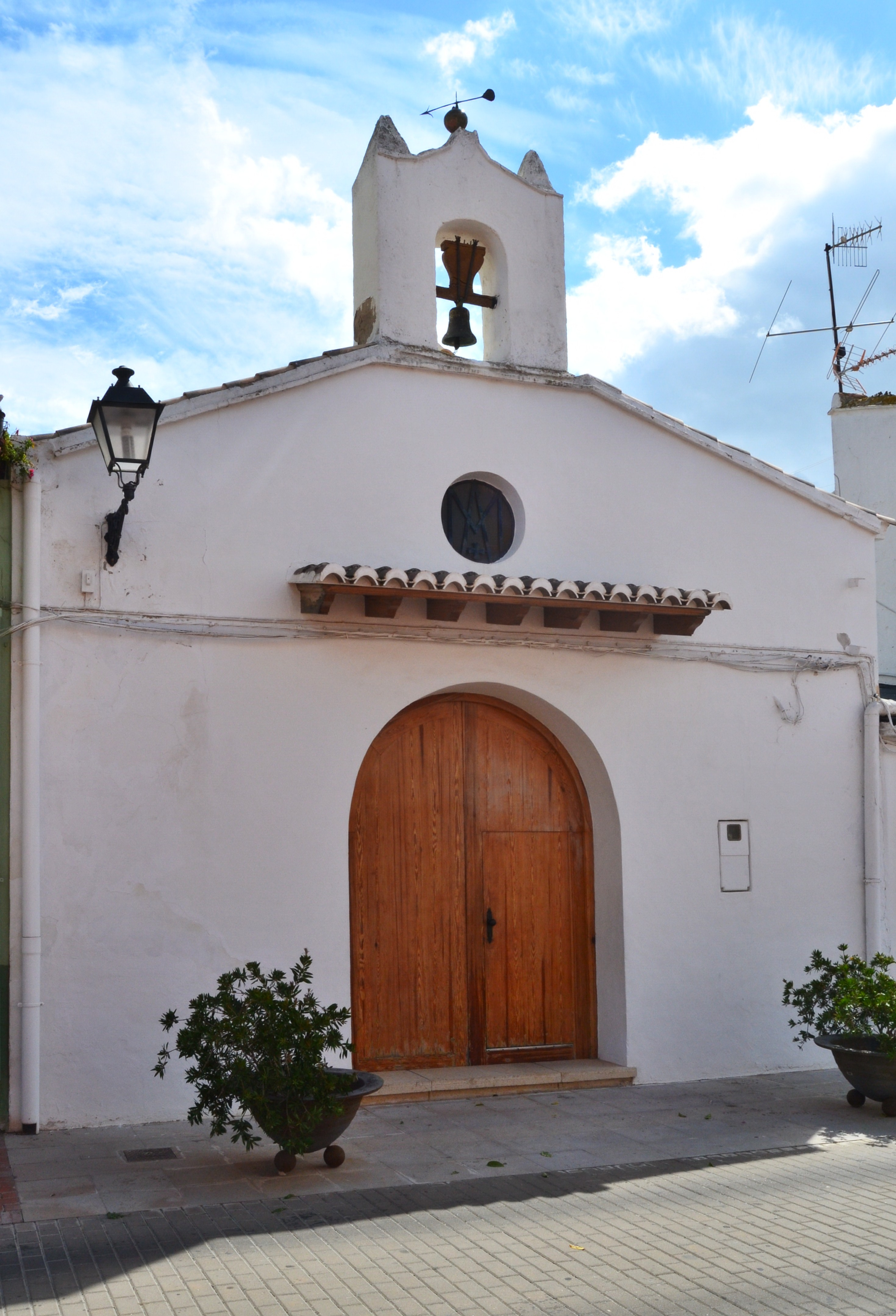
Església de sant Joan Baptista.

L'únic paratge a destacar del seu diminut terme (1,1 km²) és la platja, única verge de la comarca, amb el sistema dunar intacte, condició que, pot ser, perdrà aviat, ja que s'hi està dotant de tota mena de serveis turístics.
El poble també és de reduïdes dimensions i conté dos edificis singulars:
- L'església de Sant Joan Baptista. Construïda en el segle xvii i reformada en el xix, conserva una talla barroca de la Mare de Déu de la Llet.
- Casa Gran, o dels Tamarit. Antic casalot del segle xvii, amb un excel·lent estat de conservació que actualment és un establiment hostaler.